# اونترتینگاو
اونترتینگاو (به آلمانی: Unterthingau) یک شهر در آلمان است که در استالگوی واقع شده‌است.